# Ryzalit

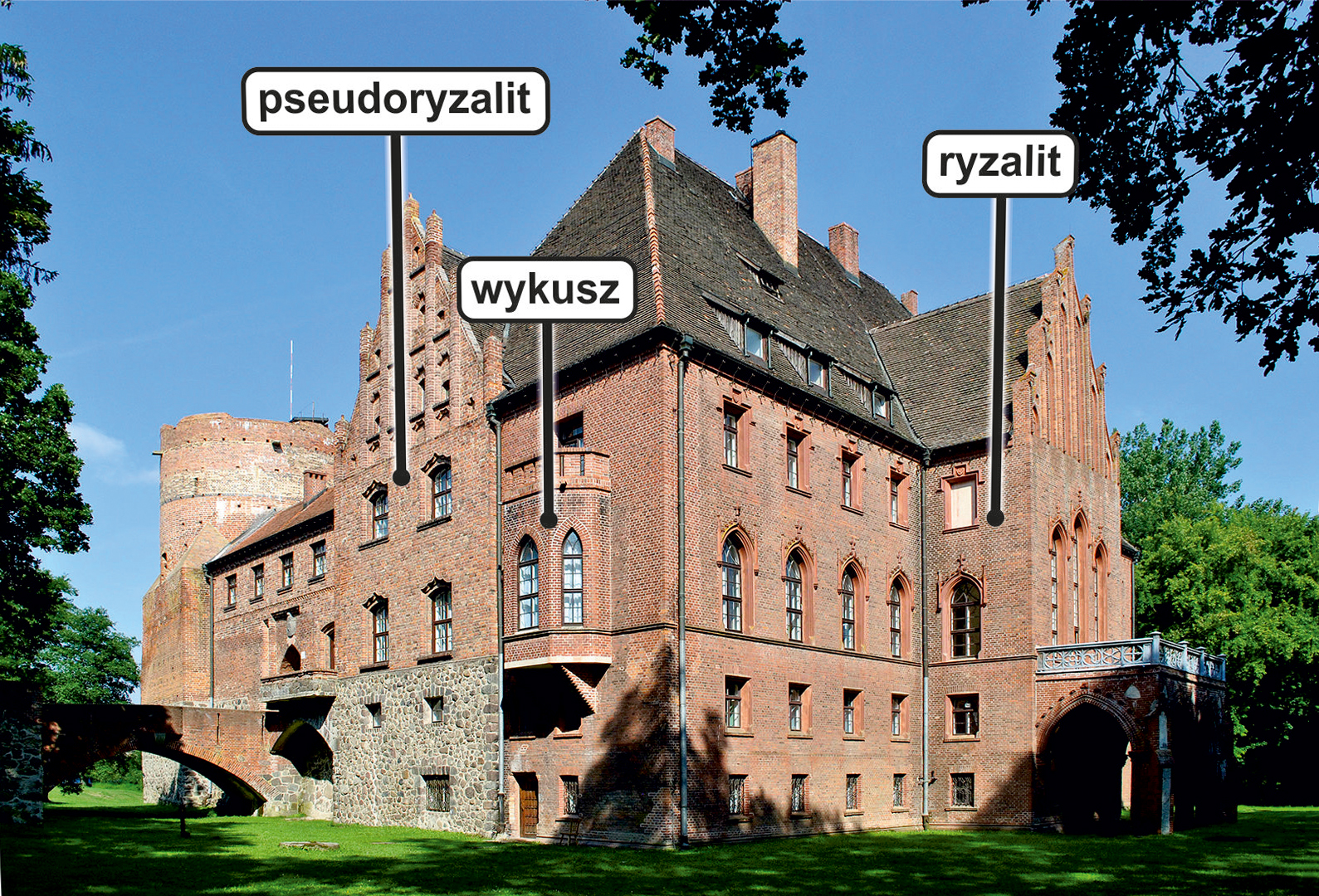
Widok zamku w Pęzinie z zaznaczonym ryzalitem, pseudoryzalitem i wykuszem

Ryzalit – występ z lica w elewacji budynku od kilkudziesięciu centymetrów do kilkakrotności tej wielkości, jednak mniejszy niż wielkość bocznego skrzydła budowli. Zastosowanie jednego lub kilku ryzalitów dzieli fasadę na 3, 5 lub więcej części. Jego funkcją jest przełamanie monotonii, dlatego część cofnięta względem ryzalitu nie powinna mieć szerokości porównywalnej z ryzalitem. Prowadzony jest od fundamentów po dach i stanowiący organiczną część lica. 
W rzucie poziomym ryzalit może mieć kształt prostokąta lub półkola. Popularny od renesansu w architekturze pałaców, później stosowany także przy budowie domów wielorodzinnych. W budynkach reprezentacyjnych w środkowym ryzalicie fasady znajduje się główne wejście do budowli, natomiast w tylnej elewacji wyjście na taras lub ogród.
Ryzalit ożywia elewację i zwiększa powierzchnię pomieszczeń. Płaski, nieznacznie wystający przed lico sąsiadującej ściany ryzalit określany bywa jako pseudoryzalit.

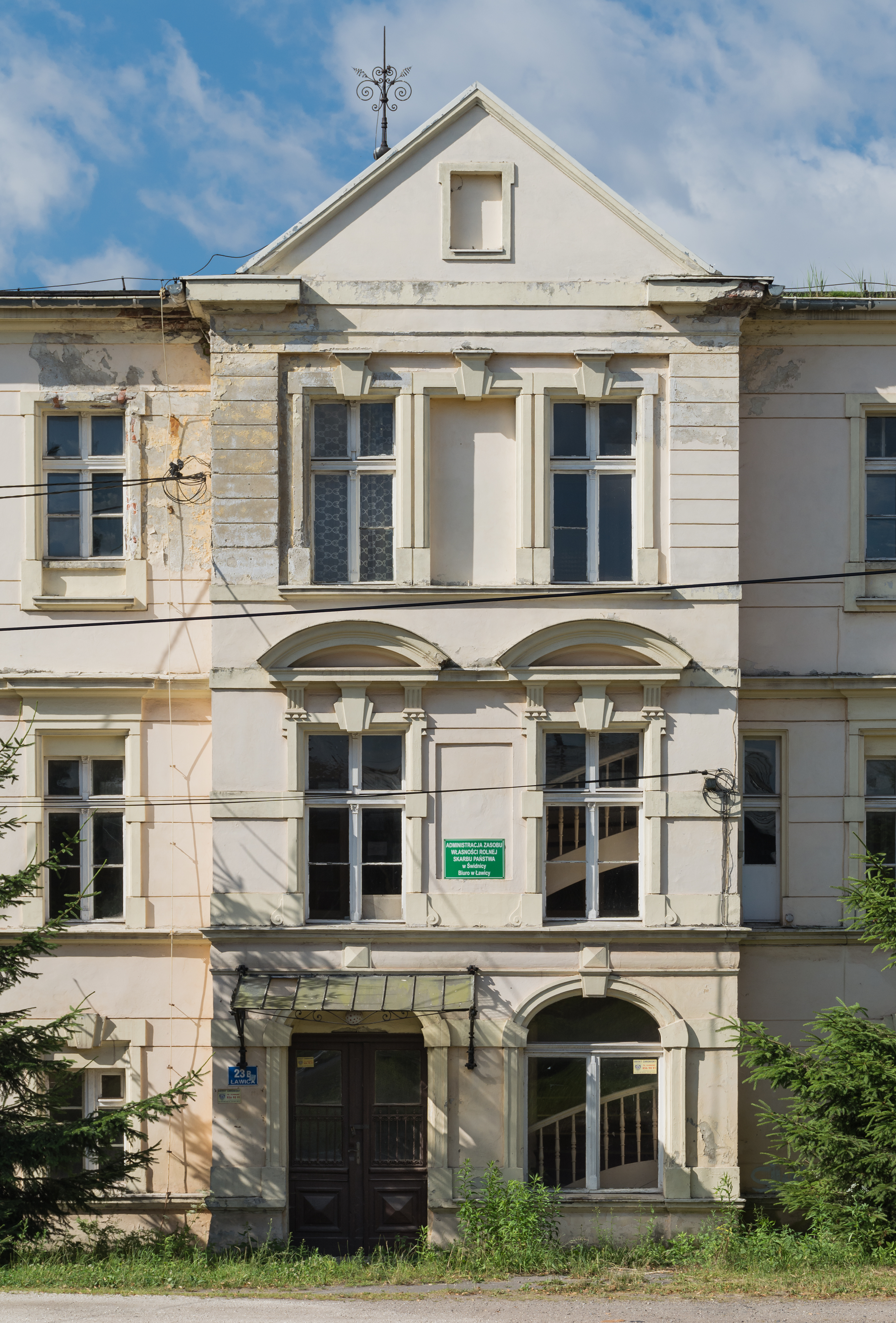
Ryzalit pałacu w Ławicy
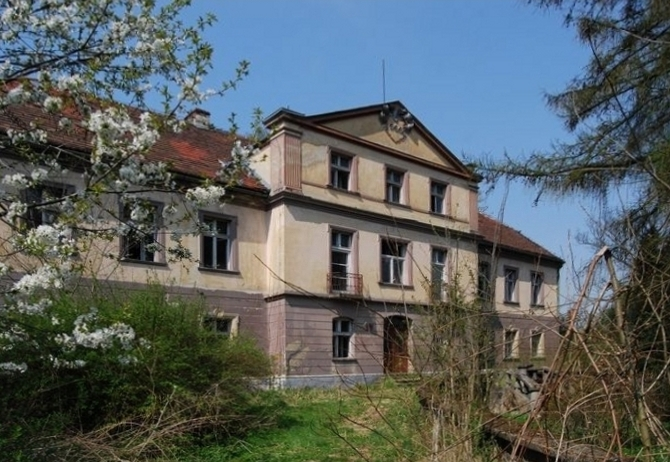
Pałac w Rudniku
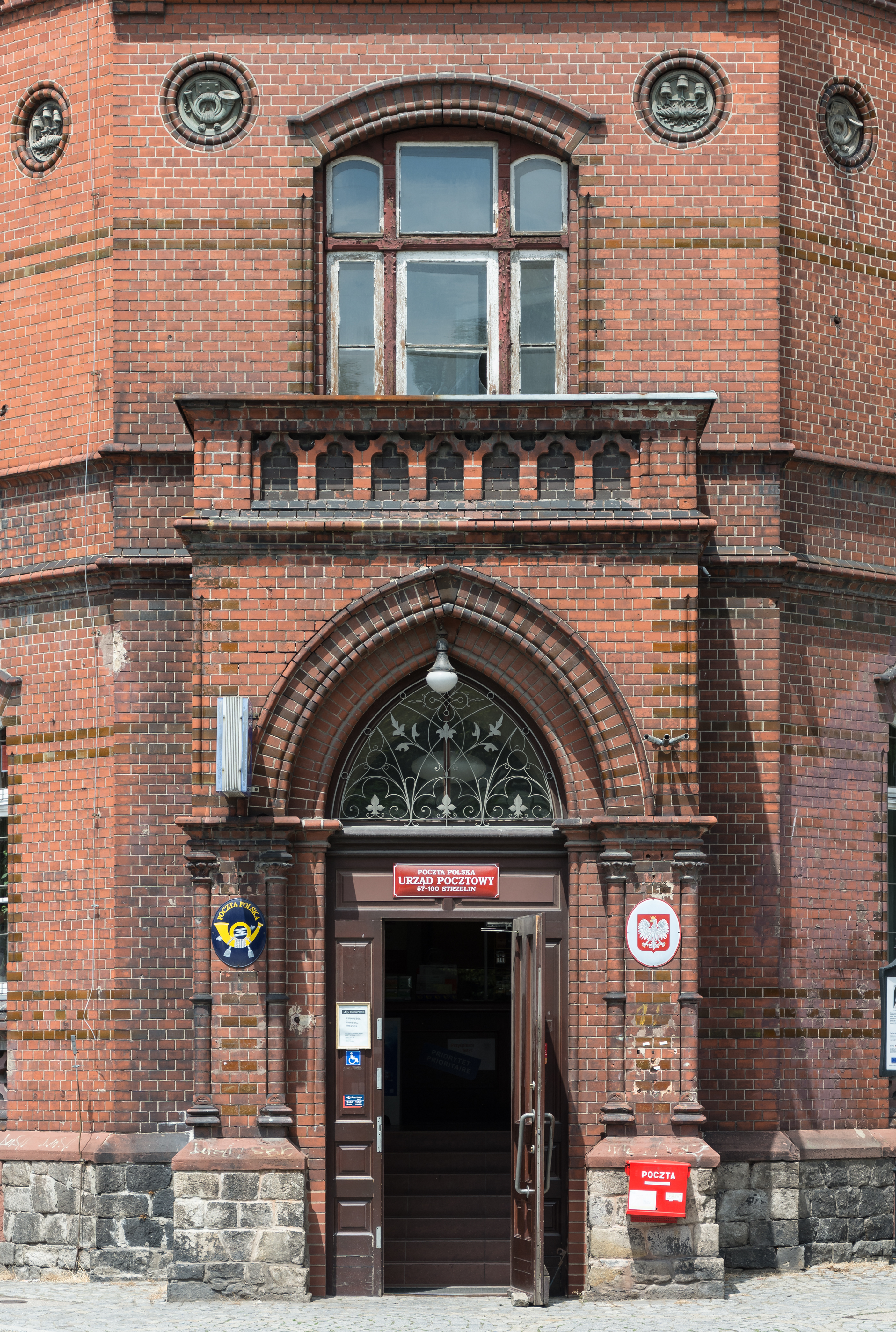
Pseudoryzalit poczty w Strzelinie